# Kasteel van Carlux
Het Kasteel van Carlux ligt in de gemeente Carlux in het Franse departement Dordogne.
Het staat sinds 1927 op de monumentenlijst en werd in 2022 vervangen door een andere classificatie.